# Chasmanthera
Chasmanthera es un género con diez especies de plantas de flores perteneciente a la familia Menispermaceae. Nativo del este de África tropical y subtropical. 

## Especies seleccionadas
- Chasmanthera bakis
- Chasmanthera columba
- Chasmanthera cordifolia (DC.) Baill. - guluncha de la India, pachana de la India.[1]
- Chasmanthera crispa
- Chasmanthera dependens
- Chasmanthera nervosa
- Chasmanthera palmata
- Chasmanthera strigosa
- Chasmanthera uviformis
- Chasmanthera welwitschii